# FAM159A
FAM159A (англ. Family with sequence similarity 159 member A) – білок, який кодується однойменним геном, розташованим у людей на 1-й хромосомі. Довжина поліпептидного ланцюга білка становить 190 амінокислот, а молекулярна маса — 20 306.
| 10         |  | 20         |  | 30         |  | 40         |  | 50         |
| ---------- |  | ---------- |  | ---------- |  | ---------- |  | ---------- |
| MSGACTSYVS |  | AEQEVVRGFS |  | CPRPGGEAAA |  | VFCCGFRDHK |  | YCCDDPHSFF |
| PYEHSYMWWL |  | SIGALIGLSV |  | AAVVLLAFIV |  | TACVLCYLFI |  | SSKPHTKLDL |
| GLSLQTAGPE |  | EVSPDCQGVN |  | TGMAAEVPKV |  | SPLQQSYSCL |  | NPQLESNEGQ |
| AVNSKRLLHH |  | CFMATVTTSD |  | IPGSPEEASV |  | PNPDLCGPVP |  |            |

A: Аланін

C: Цистеїн

D: Аспарагінова кислота

E: Глутамінова кислота

F: Фенілаланін

G: Гліцин

H: Гістидин

I: Ізолейцин

K: Лізин

L: Лейцин

M: Метіонін

N: Аспарагін

P: Пролін

Q: Глутамін

R: Аргінін

S: Серин

T: Треонін

V: Валін

W: Триптофан

Задіяний у такому біологічному процесі, як альтернативний сплайсинг. 
Локалізований у мембрані.